# Мальбрук (замок)
Мальбрук (фр. Château de Malbrouck) — замок, расположенный в деревне Мандарен (фр. Mandaren), в 55 километрах к северу от Меца, департамента Мозель (Франция). С 1930 года замок имеет статус исторического памятника Франции.

## История
Строительство Мейнсбергской крепости (нем. Burg Meinsburg, фр. Château de Mensberg) начал в 1419 году Арнольд VI фон Сирк (Arnold VI von Sierck). В 1434 году крепость была признана в состоянии выдержать осаду и перешла в подчинение Трирского курфюрста.
Своё название замок получил от Джона Черчилля, герцога Мальборо (фр. Marlborough), командующего английскими войсками на континенте, который во время войны за испанское наследство (1701—1714 годы), устроил в замке свою штаб-квартиру. Замок пробыл резиденцией Черчилля всего две недели, с 3 июня 1705 года. Собранная герцогом Мальборо армия двенадцать дней стояла на позициях, однако сражения так и не произошло, и Черчилль с войсками отступил к Триру. В 1793 году замок, пострадавший от времени и грабежей, был продан в качестве национальной собственности.
В 1930 году замок-крепость был отнесён к историческим памятникам, а в 1975 году — приобретён Генеральным советом Мозеля (фр. Conseil général de la Moselle). После реставрации, длившейся около 10 лет, замок Мальбрук был открыт для посещения в сентябре 1999 года.

## Архитектура
Замок Мальбрук состоит из основного здания на 3 этажа и большого центрального двора, окружённых стенами с четырьмя башнями:
- Башня Фонаря (фр. la Tour de la Lanterne);
- Башня Знатных Дам (фр. la Tour des Dames);
- Башня Колдуний (фр. la Tour des Sorcieres);
- Башня Теплой Скалы (фр. la Tour du Rocher Chaud).

## Туризм
Замок Мальбрук, расположенный в непосредственной близости от границ с Люксембургом и Германией, является крупным туристическим центром и состоит в списке достопримечательностей Мозеля (фр. Grands sites de Moselle). В замке проводятся многочисленные выставки, экспозиции и фестивали. Каждое первое воскресенье месяца в одном из залов Мальбрука, переделанном под аудиторию, проводятся киносеансы. В середине августа каждого года, в замке проходит театрализованный праздник-фестиваль Легенд.